# 2022年安阳厂房火灾
2022年安阳厂房火灾，国务院命名为河南安阳市凯信达商贸有限公司“11·21”特别重大火灾事故。是于2022年11月21日在河南省安阳市文峰区宝莲寺镇平原路的凯信达商贸有限公司厂房发生的火灾。共致42人死亡、2人受伤，直接经济损失12,311万元。

## 过程
11月21日16时22分，火灾发生后，安阳市消防、公安、应急、市政、供电等部门均到达现场开展应急处置和救援工作。当日20时许，火势基本得到控制。当日23时许，明火被彻底扑灭。截止22日，此次火灾共造成38人死亡，89人成功逃生。
根据安阳市应急管理局工作人员的消息，事故原因是该大楼一楼仓库内违规进行电焊作业，引燃了飘过的棉絮，随后进一步点燃了车间内堆放的大量布料。浓烟导致二楼部分工人窒息遇难。

## 反应
事故發生後，中共中央总书记、国家主席、中央军委主席习近平作出指示，国务院总理李克强作出批示，引用疫情的「生命至上」理念不落一人。11月22日上午，应急管理部派出工作组到现场指导应急处置工作。工作组由国务院安委会副主任、应急管理部部长王祥喜率领，应急管理部副部长宋元明、消防救援局局长琼色一同前往。11月22日晚，中共安阳市委书记代表安阳市委市政府致歉。

## 调查
2022年11月21日，2名事发公司犯罪嫌疑人、尚鑫服装有限公司2名负责人被警方控制。11月23日，国务院成立调查组，应急管理部副部长宋元明任组长。涉事企業未缴员工社保。
2023年8月29日，调查报告公布。同日，事发时分管应急管理、联系消防救援工作的河南省委常委、副省长孙守刚受到党内警告处分。
11月9日，时值全国消防日，央视新闻首次公开了此次事故的具体细节。安阳市凯信达商贸有限公司实际控制人康学俭、法定代表人康继革，安阳市尚鑫服装有限公司实际控制人张建亮等8人涉嫌重大责任事故罪、重大劳动安全事故罪、工程重大安全事故罪，被公安机关立案侦查并采取刑事强制措施，3名公职人员因涉嫌严重违纪违法被纪检监察机关立案审查调查并采取留置措施，相关玩忽职守犯罪问题被移送检察机关依法审查起诉，对事故中存在失职失责问题的55名公职人员进行了严肃问责。